# Hegyestalpú pajzs
A hegyestalpú pajzs a hadi pajzsok közé tartozó pajzs, melyet az élő heraldika korában kezdtek használni.
Névváltozatok:

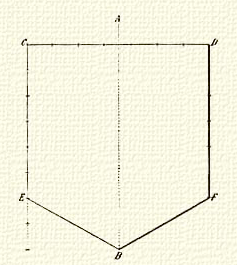
A hegyestalpú pajzs megszerkesztése Bárczay Oszkárnál: CD (7 hosszmértékegység) és AB (8 hosszmértékegység) vonalak megrajzolása után C pontra a CE és D pontra, a DF 6 hosszmértékegységnyi merőlegeseket meghúzván, E és B, illetőleg F és B pontokat egyenes vonallal összekötjük

Hegyes talpú paizs (Bárczay 50.), egyenes oldalú paizs (Uo. 48.)

fr: écu angulaire, de: Fünfeckiger Schild 

Rövidítések
A 15. század elején még a lovagi tornákon is használták. Az oldalai egyenesek, az alja háromszszögű. 